# Tratado de paz letão-soviético
O Tratado de Paz Letão-Soviético, também conhecido como o Tratado de Riga, foi assinado em 11 de agosto de 1920 por representantes da República da Letônia e da Rússia Soviética. Encerrou oficialmente a Guerra de Independência da Letônia. No artigo II do Tratado, a Rússia Soviética reconheceu a independência da Letônia como inviolável "para todos os tempos futuros".

## Antecedentes
Após a Primeira Guerra Mundial, a Rússia soviética queria reconquistar a Letônia, uma vez que já havia feito parte do Império Russo. O Exército Vermelho invadiu a Letônia em 1918 depois que o primeiro-ministro letão, Karlis Ulmanis, declarou sua independência. O Exército Vermelho conseguiu capturar a capital, Riga, e um governo soviético substituiu Ulmanis. A Alemanha enviou tropas para ajudar a Letônia a expulsar as tropas bolcheviques, mas depois disso os alemães se recusaram a partir, violando o Tratado de Versalhes. Depois que a 3ª Divisão do Exército da Estônia expulsou as tropas alemãs, as tropas soviéticas mais uma vez avançaram para Riga. Essas tropas foram expulsas da Letônia no início de 1920. Um Tratado de Paz letão-soviético encerrou formalmente a Guerra pela Independência da Letônia.

## Disposições do tratado
O tratado tinha vinte e três artigos e tratava da soberania do estado da Letônia. O primeiro artigo afirmava que "O estado de guerra existente entre as Partes terminará a partir da data efetiva deste Tratado de Paz". O Artigo 2 declarou a independência e a soberania da Letônia e o Artigo 3 estabeleceu as fronteiras do Estado da Letônia, ao mesmo tempo em que cria prazos para a saída das tropas estrangeiras. Os artigos 4 a 6 tratavam de assuntos militares e danos de guerra, o artigo 7 com provisões para o retorno de prisioneiros de guerra, caso eles desejassem retornar. Os artigos 8 a 9 diziam respeito à cidadania, repatriação de refugiados e reivindicações de propriedade. Adultos com 18 anos ou mais eram livres para escolher a cidadania letã ou russa, sendo o padrão que os indivíduos fossem cidadãos do estado em que residiam no momento em que o tratado foi assinado. Os artigos 11 a 16 tratavam das reparações que a Rússia deveria fazer ao estado letão e seus cidadãos. Os Artigos 17 e 18 tratavam dos arranjos comerciais, de trânsito, postais e de navegação e o Artigo 19 das relações diplomáticas. O Artigo 20 aborda questões de nacionalidade e o Artigo 21 estabeleceu uma comissão para lidar com questões de interesse mútuo. Os artigos 22 e 23 tratam de aspectos técnicos do tratado, como linguagem e ratificação.

## Efeitos do tratado
Enquanto o tratado incluiu disposições de indenizações, a Letônia não tinha recursos práticos para a recuperação de sua infraestrutura industrial, muitas das quais haviam sido levada pela Rússia. A agricultura e a reforma agrária necessária tornaram-se o foco para o desenvolvimento econômico do novo Estado.

## Linha do tempo
Fonte:
- 11 de novembro de 1918: Fim da Primeira Guerra Mundial
- 18 de novembro de 1918: proclamada a República da Letônia
- 1 de dezembro de 1918: O Exército Vermelho invade a Letônia
- 17 de dezembro de 1918: A República Socialista Soviética da Letônia é formada
- 13 de janeiro de 1920: Governo da República Socialista Soviética da Letônia renuncia
- 1 de fevereiro de 1920: Um cessar-fogo entre a Rússia e a Letônia é assinado
- 11 de agosto de 1920: O Tratado de Paz letão-soviético é assinado
- 4 de outubro de 1920: Ratificações são trocadas em Moscou e o tratado entra em vigor.